# Шахнович, Роман Александрович
Роман Александрович Шахнович (при рождении Рома́н Ша́хнович Шахно́вич; 20 апреля (3 мая) 1896, Снипишки, Виленский уезд — 1969, Москва) — советский невролог, доктор медицинских наук (1941), профессор.

## Биография
Родился 20 апреля (по старому стилю) 1896 года в Снипишках в семье уроженцев Вильны Шахно Янкелевича Шахновича (1866—?) и Рохли Михель-Тобьяшевны Шахнович (в девичестве Агрест, 1867—1924). Семья впоследствии жила в Вильне на Набережной улице, дом 28.
Окончил медицинский факультет Московского университета (1920) и был оставлен ординатором в клинике нервных болезней там же. Диссертацию доктора медицинских наук защитил в 1941 году. Заведовал кафедрами нервных болезней Красноярского медицинского института (1950—1956) и Витебского медицинского института (1956—1960).
В 1960—1969 годах — заведующий неврологическим отделением ЦНИИ экспертизы трудоспособности и организации труда инвалидов в Москве.
Основные научные труды посвящены вопросам клиники и патоморфологии нейроинфекций (абсцессов головного мозга, менингиального туберкулёза), сосудистых и наследственных заболеваний нервной системы, экспертизы трудоспособности и реабилитации при заболеваниях нервной системы.
Автор монографий «Абсцессы головного мозга ушного происхождения» (1949), «Эпилептические припадки при отогенных абсцессах височных долей» (1953), «Врачебно-трудовая экспертиза и принципы трудового устройства при отдалённых последствиях туберкулёзного менингита» (1963), «Методические основы врачебно-трудовой экспертизы при заболеваниях периферической нервной системы» (с соавторами, 1964); был редактором сборников научных трудов ЦИИТИН «Врачебно-трудовая экспертиза при нервно-психических заболеваниях» (1962) и «Врачебно-трудовая экспертиза при инфекционных и сосудистых заболеваниях нервной системы» (1967).

## Семья
- Жена — Генриэтта Мироновна Либхабер, врач-терапевт.
  - Сын — Александр Романович Шахнович, невропатолог.